# Oxyethira ecornuta
Oxyethira ecornuta is een schietmot uit de familie Hydroptilidae. De soort komt voor in het Palearctisch en het Nearctisch gebied.